# Canta Jovem Guarda II
Canta Jovem Guarda II é um álbum da Raça Negra, lançado pela MD Music e que alcançou o número um no Top 20 Semanal da ABPD.